# 心室細動 (小説)
『心室細動』（しんしつさいどう）は、結城五郎による日本の小説。第15回サントリーミステリー大賞受賞作。単行本は1998年に文藝春秋から刊行され、2001年には文春文庫より文庫化された。

## 概要
20年前に医療過誤事件を引き起こした大学助教授が過去の罪に怯え、破滅へ向かっていく姿を描いた医療ミステリー作品。現役の開業医でもある著者が、構想から完成まで3年がかりで初めて長編小説およびミステリー作品に挑戦し、医療にまつわる社会問題と、そこに従事する人間の心の闇の世界に焦点をあてて書き上げた。

## あらすじ
半年後に教授戦を控えた国立A大学医学部助教授・上原健治は抗アレルギ剤の開発にも成功し、世界的に有名な存在となっていた。スキャンダルさえ無ければ教授就任は確実であったが、実は彼は20年前、出張勤務をしていた病院で医療過誤事件を引き起こしていたのだ。この事件に関与していたのは院長、婦長、看護婦、そして上原の4人だけだった。過去の事件を暴く脅迫状を受け取った院長はその1ヶ月後心室細動を起こし急死、その4週間後同様に婦長も死亡した。そして、上原にも脅迫状が届く。

## テレビドラマ
テレビ朝日系で朝日放送制作として1998年11月14日にサントリーミステリー大賞スペシャルにて放送したサスペンスドラマ。

### 出演者
- 上原健治：村上弘明
- 大江哲生：稲垣吾郎
- 直江佳代子：麻生祐未
- 上原英子：高橋ひとみ
- 大橋真美 / 大橋志津子：洞口依子
- 中島事務長：田山涼成
- 松澤一之
- 柳沢超
- 木下晴美：川俣しのぶ
- 前田亜矢：棟里佳
- 布施あい子
- 松岡の妻：元井須美子
- 木下浩之
- 宇納佑
- 鵜川薫
- 東海孝之助
- 村井秀清
- 平井景
- 新岡誠
- 太田順晃
- 松岡満生：渡辺いっけい
- 宮城刑事：益岡徹
- 生島ヒロシ
- 芦田伸介
- 大江啓吾：北村総一郎
- 直江康則：佐藤慶
- 直江信子：岸田今日子
- 熊井伸介：佐野史郎
- 谷山智子：野際陽子

### スタッフ
- 脚本:田子明弘
- 監督:小田切正明
- 音楽:本多俊之
- プロデューサー:森山浩一、深沢義啓、小橋智子、黒沢淳
- 制作:ABC、テレパック